# Arrondissement Brive-la-Gaillarde
Das Arrondissement Brive-la-Gaillarde ist eine Verwaltungseinheit des Départements Corrèze in der französischen Region Nouvelle-Aquitaine. Unterpräfektur ist Brive-la-Gaillarde.
Es umfasst 94 Gemeinden aus 11 verschiedenen Wahlkreisen (Kantonen).

## Kantone
- Allassac (mit 9 von 12 Gemeinden)
- Argentat-sur-Dordogne (mit 1 von 30 Gemeinden)
- Brive-la-Gaillarde-1
- Brive-la-Gaillarde-2
- Brive-la-Gaillarde-3
- Brive-la-Gaillarde-4
- Malemort
- Midi Corrézien
- Saint-Pantaléon-de-Larche
- Uzerche (mit 10 von 19 Gemeinden)
- L’Yssandonnais

## Gemeinden
Die Gemeinden des Arrondissements Brive-la-Gaillarde sind:
| 1. Albignac (19003)                   | 2. Allassac (19005)                  | 3. Altillac (19007)                   | 4. Arnac-Pompadour (19011)           |
| 5. Astaillac (19012)                  | 6. Aubazines (19013)                 | 7. Ayen (19015)                       | 8. Beaulieu-sur-Dordogne (19019)     |
| 9. Benayes (19022)                    | 10. Beynat (19023)                   | 11. Beyssac (19024)                   | 12. Beyssenac (19025)                |
| 13. Bilhac (19026)                    | 14. Branceilles (19029)              | 15. Brignac-la-Plaine (19030)         | 16. Brive-la-Gaillarde (19031)       |
| 17. Chabrignac (19035)                | 18. Chartrier-Ferrière (19047)       | 19. Chasteaux (19049)                 | 20. Chauffour-sur-Vell (19050)       |
| 21. Chenailler-Mascheix (19054)       | 22. Collonges-la-Rouge (19057)       | 23. Concèze (19059)                   | 24. Cosnac (19063)                   |
| 25. Cublac (19066)                    | 26. Curemonte (19067)                | 27. Dampniat (19068)                  | 28. Donzenac (19072)                 |
| 29. Estivals (19077)                  | 30. Estivaux (19078)                 | 31. Jugeals-Nazareth (19093)          | 32. Juillac (19094)                  |
| 33. La Chapelle-aux-Brocs (19043)     | 34. La Chapelle-aux-Saints (19044)   | 35. Lagleygeolle (19099)              | 36. Lanteuil (19105)                 |
| 37. Larche (19107)                    | 38. Lascaux (19109)                  | 39. Le Pescher (19163)                | 40. Ligneyrac (19115)                |
| 41. Liourdres (19116)                 | 42. Lissac-sur-Couze (19117)         | 43. Lostanges (19119)                 | 44. Louignac (19120)                 |
| 45. Lubersac (19121)                  | 46. Malemort (19123)                 | 47. Mansac (19124)                    | 48. Marcillac-la-Croze (19126)       |
| 49. Ménoire (19132)                   | 50. Meyssac (19138)                  | 51. Montgibaud (19144)                | 52. Nespouls (19147)                 |
| 53. Noailhac (19150)                  | 54. Noailles (19151)                 | 55. Nonards (19152)                   | 56. Objat (19153)                    |
| 57. Palazinges (19156)                | 58. Perpezac-le-Blanc (19161)        | 59. Puy-d’Arnac (19169)               | 60. Queyssac-les-Vignes (19170)      |
| 61. Rosiers-de-Juillac (19177)        | 62. Sadroc (19178)                   | 63. Saillac (19179)                   | 64. Saint-Aulaire (19182)            |
| 65. Saint-Bazile-de-Meyssac (19184)   | 66. Saint-Bonnet-l’Enfantier (19188) | 67. Saint-Bonnet-la-Rivière (19187)   | 68. Saint-Cernin-de-Larche (19191)   |
| 69. Saint-Cyprien (19195)             | 70. Saint-Cyr-la-Roche (19196)       | 71. Sainte-Féréole (19202)            | 72. Saint-Éloy-les-Tuileries (19198) |
| 73. Saint-Julien-le-Vendômois (19216) | 74. Saint-Julien-Maumont (19217)     | 75. Saint-Pantaléon-de-Larche (19229) | 76. Saint-Pardoux-l’Ortigier (19234) |
| 77. Saint-Robert (19239)              | 78. Saint-Solve (19242)              | 79. Saint-Sornin-Lavolps (19243)      | 80. Saint-Viance (19246)             |
| 81. Segonzac (19253)                  | 82. Ségur-le-Château (19254)         | 83. Sérilhac (19257)                  | 84. Sioniac (19260)                  |
| 85. Troche (19270)                    | 86. Tudeils (19271)                  | 87. Turenne (19273)                   | 88. Ussac (19274)                    |
| 89. Varetz (19278)                    | 90. Vars-sur-Roseix (19279)          | 91. Végennes (19280)                  | 92. Vignols (19286)                  |
| 93. Voutezac (19288)                  | 94. Yssandon (19289)                 |                                       |                                      |

## Neuordnung der Arrondissements 2017

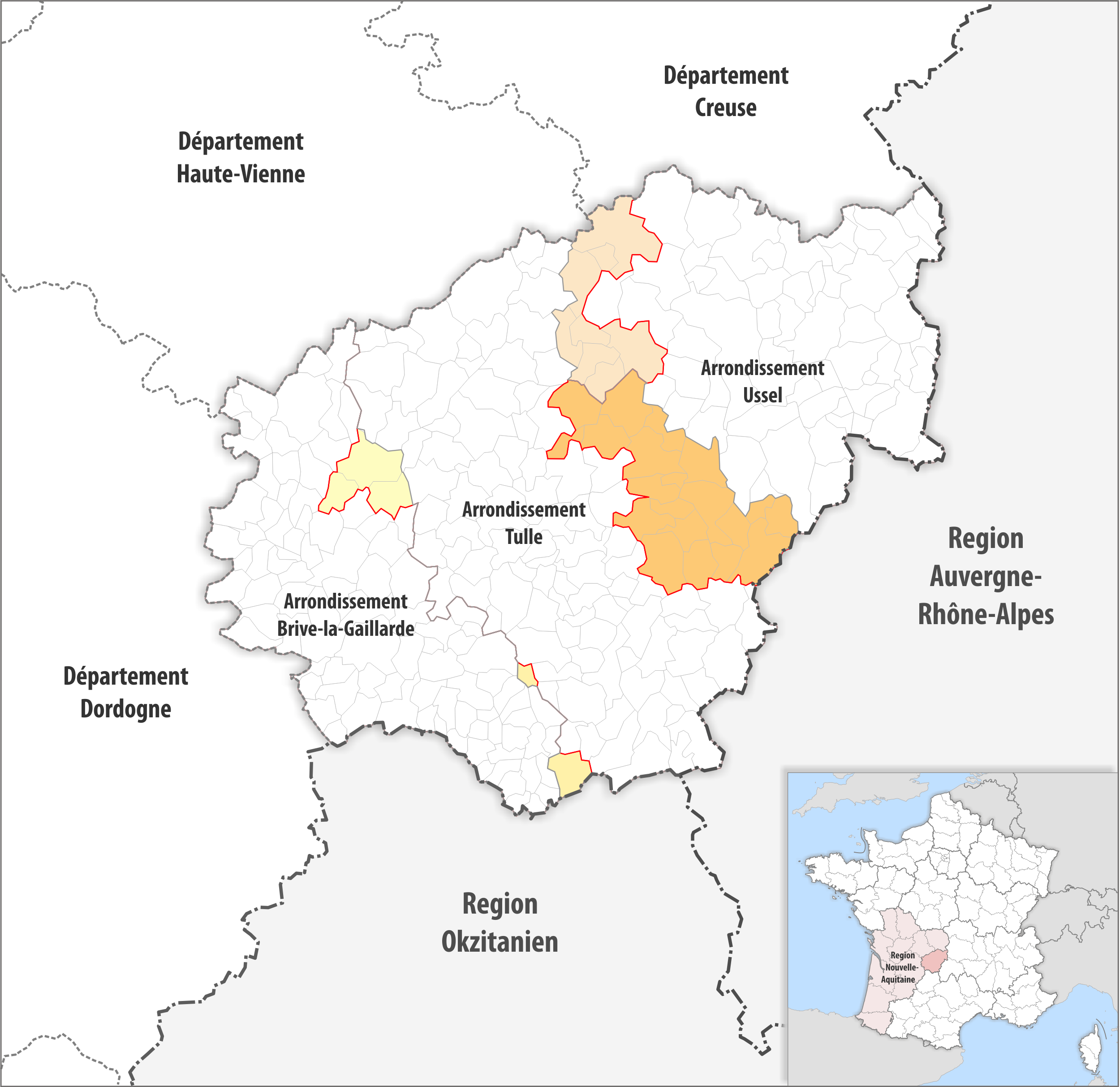
Arrondissementsanpassungen im Jahr 2017

Durch die Neuordnung der Arrondissements im Jahr 2017 wurde aus dem Arrondissement Brive-la-Gaillarde die Fläche der drei Gemeinden Orgnac-sur-Vézère, Perpezac-le-Noir und Vigeois dem Arrondissement Tulle zugewiesen.
Dafür wechselte vom Arrondissement Tulle die Fläche der zwei Gemeinden Altillac und Ménoire zum Arrondissement Brive-la-Gaillarde.

## Ehemalige Gemeinden seit der landesweiten Neuordnung der Kantone
- Bis 2024: Saint-Martin-Sepert, Saint-Pardoux-Corbier
- Bis 2018: Beaulieu-sur-Dordogne, Brivezac
- Bis 2015: Malemort-sur-Corrèze, Venarsal